# カンタルーポ・イン・サビーナ
カンタルーポ・イン・サビーナ（伊: Cantalupo in Sabina）は、イタリア共和国ラツィオ州リエーティ県にある、人口約1,700人の基礎自治体（コムーネ）。

## 地理

### 位置・広がり
リエーティ県のコムーネ。県都リエーティから西南西へ21kmの距離にある。

#### 隣接コムーネ
隣接するコムーネは以下の通り。
- カスペーリア
- フォラーノ
- ポッジョ・カティーノ
- ロッカンティーカ
- セルチ
- トッリ・イン・サビーナ

### 気候分類・地震分類
カンタルーポ・イン・サビーナにおけるイタリアの気候分類 (it) および度日は、zona D, 1994 GGである。
また、イタリアの地震リスク階級 (it) では、zona 2B (sismicità media) に分類される。

## 行政

### 分離集落
カンタルーポ・イン・サビーナには、以下の分離集落（フラツィオーネ）がある。
- Cerri, Sant'Elia, San Pietro